# René Bernatchez
Pour les articles homonymes, voir Bernatchez.
René Bernatchez, né le 29 octobre 1913 à Montmagny et mort le 13 mars 1980 à Saint-Flavien, est un agronome et un homme politique québécois.
Il est député de Lotbinière à l'Assemblée législative du Québec pour l'Union nationale de 1948 à 1970.